# Миртовичи
Миртовичи (словен. Mirtoviči) су насељено место у општини Осилница, регија Југоисточна Словенија, Словенија.

## Историја
До територијалне реорганизације у Словенији били су у саставу старе општине Кочевје.

## Становништво
У попису становништва из 2011. године, Миртовичи су имали 9 становника.
| Број становника према пописима | Број становника према пописима | Број становника према пописима |
| ------------------------------ | ------------------------------ | ------------------------------ |
| 1991                           | 2002                           | 2011                           |
| 20                             | 11                             | 9                              |